# Catedral de Nuestra Señora Reina de África (El Obeid)
La catedral de Nuestra Señora Reina de África o bien catedral de El Obeid es el nombre que recibe un edificio religioso que pertenece a la Iglesia católica, y funciona como una catedral ubicada en la localidad de El Obeid, capital del estado de Kordofán del Norte, en pleno centro del país africano de Sudán.
El templo sigue  el rito latino o romano  y además es la sede del obispo de la diócesis de El Obeid (en latín: Elobeidensis Dioecesis) que fue creada el 12 de diciembre de 1974 mediante la bula "Cum in Sudania" del Papa Pablo VI. Sus trabajos de construcción finalizaron en 1871. Fue reabierta en 1948 durante el gobierno del Sudán anglo-egipcio.